# Charles Sibley
Charles Gald Sibley, född 7 augusti 1917, död 12 april 1998, var en amerikansk ornitolog och molekylärbiolog, känd för sitt banbrytande sätt att systematisera fågelarter. Tillsammans med Jon Ahlquist är han upphovsman till den så kallade Sibley-Ahlquists taxonomi som omvärderat vetenskapens syn på fåglars evolution.
Sibley utbildade sig i Kalifornien, och gjorde sina första fältarbeten på Salomonöarna under andra världskriget innan han återvände till USA. Han blev då överhuvud för det ornitologiska laboratoriet vid universitetet Cornell, och sedan vid Peabody Museum of Natural History  vid universitetet Yale. Sibley intresserade sig för bildning av hybrider, artblandningar, och vilken betydelse sådana artblandningar haft för evolution och taxonomi. Under det tidiga 1960-talet började han ägna sig åt studier på molekylär nivå. Först studerade han proteiner i fåglarnas blod, och sedan analyserade han proteiner från äggvita med elektrofores.
Under det tidiga 1970-talet blev Sibley en pionjär genom sina studier där han hybridiserade olika DNA-sekvenser mot varandra, för att analysera hur lika de var. Syftet var att en gång för alla bestämma de korrekta släktskapsförhållandena mellan de moderna ordningarna av fåglar. Till en början var detta mycket kontroversiellt, och hans kollegor betraktade Sibleys verk som allt ifrån lurendrejeri till Den Heliga Skrift. Med tiden och allt mer förfinade laboratorietekniker har den vetenskapliga åsikten landat närmare den senare åsikten än den förra, även om bilden inte är riktigt så enkel. 
Även som person var Sibley kontroversiell för att han inte var helt lätt att handskas med, och han kunde argumentera mycket syrligt. Ett tag drog sig Sibley undan sina medarbetare i USA, och förde istället en flitig korrespondens med kollegor på andra håll. I mitten på 1980-talet hade dock Sibley vänt trenden, då hans nya fylogeni konstruerad med hjälp av DNA-analys väckte stort intresse. Den publicerades mellan 1986 och 1993, och den var fortfarande kontroversiell men hade också mycket stort inflytande på forskarvärlden.
Sibleys viktigaste publikationer, Phylogeny and Classification of Birds (skriven tillsammans med Jon Ahlquist) och Distribution and Taxonomy of Birds of the World (tillsammans med Burt Monroe tillhör de allra mest citerade ornitologiska arbetena. Sibleys system har accepterats i stort oförändrat av American Ornithologists' Union, en stor och anrik ornitologisk organisation bestående främst av professionella ornitologer. Inte alla motsvarande organisationer i andra länder har accepterat Sibleys indelning lika fullständigt, men den har varit en stor influens.